# Трусовский район
Трусовский район — один из четырёх внутригородских районов Астрахани.

## География

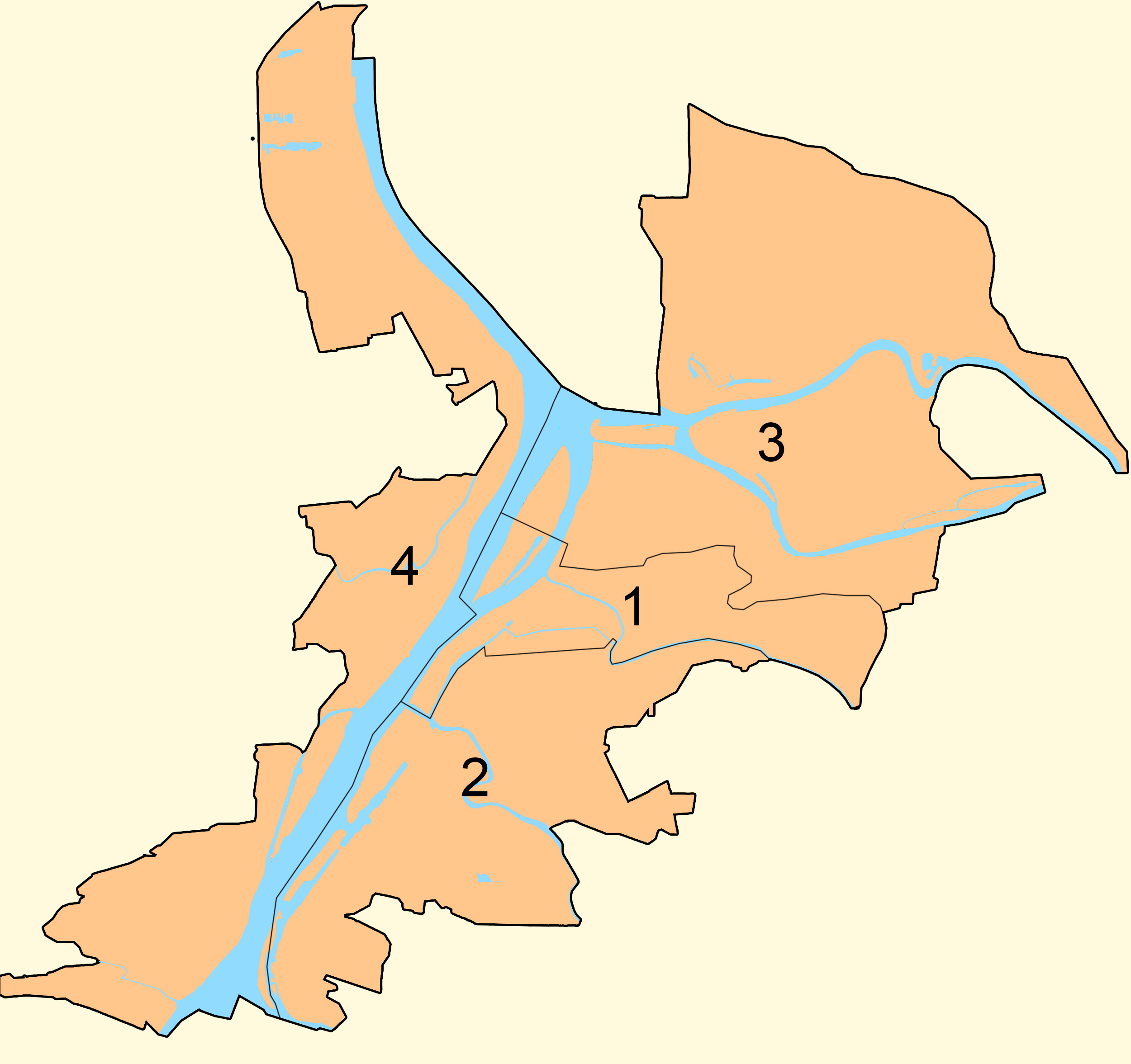
4 — Трусовский район на карте Астрахани

Трусовский район включает в себя всю правобережную часть Астрахани. На севере, северо-востоке, западе и в центральной части граничит с Наримановским районом Астраханской области, на юго-западе — с Икрянинским районом области, на юго-востоке — с Камызякским районом области, на востоке — со всеми остальными городскими районами Астрахани, отделёнными фарватером Трусовского рукава Волги.

## История
История поселений на территории современного Трусовского района начинается с XVIII века: по указу императрицы Екатерины II в 1785 году на правобережной части Волги в 3 верстах от Астрахани была основана казачья станица Городовой Форпост вместо казачьей кордегардии. По приказу астраханского губернатора Михаила Михайловича Жукова в новое поселение были направлены семьи казаков из другой станицы Астраханского казачьего войска — Казачебурговской. Территория новой станицы — 2,5 версты, проживало — 28 служилых казаков (не считая членов семьи). Задачей служилого населения стояла охрана торговых караванов, кораблей, почтовой службы, а также защита берегов Волги от набегов кочевников.
В 1827 году войсковой атаман Астраханского казачьего войска Павел Иванович Петров учредил и назначил на должность начальника Форпоста Илью Свешникова. В 1846 году было учреждено общественное станичное управление для управления военными, гражданскими и общественными делами по благоустройству территории, налогам и др. В связи с ухудшением состояния берегов Волги в 1863 году утвержден план переселения станицы, в результате чего дворы были перенесены на 100 метров от берега, что поспособствовало расширению используемой территории правобережья.
В 1893 году казаки хадатайствовали за переименование Городового Форпоста в станицу Атаманскую. К концу XIX века за станицей Атаманской, поселками Архирейский, Новосолянский, которые стали представлять собой единый населенный пункт, закрепилось единое название — Форпост, который населяли около 7700 жителей.
Также в казачьем поселке функционировали: 7 кузниц, фабрик и заводов (бондарных) — 59, больниц — 4, школ — 3, лавок — 66, училище, церковь, часовня. В 1883 году на месте деревянной церкви построен каменный храм Преображения Господня.
В 1911 году построены водопровод и электростанция. В 1919 году Астраханский Губернский Совет выносит решение о присоединении Форпоста к территории Астрахани. В 1921 году Форпост получил статус фабрично-заводского поселка.
Трусовский район в составе городского округа Астрахани в современном виде образован 16 января 1929 года постановлением Президиума Нижне-Волжского Краевого исполкома Совета РК и КД, который вынес решение «Об образовании в городе Астрахани 3-х районов: Трусовского, Эллингского, Болдинско-Слободинского».
В 1938 году к территории района были присоединены посёлки Красноармейский, Орджоникидзе, XX лет Октября, Морской, Рабочий, в 1960-х годах — Приволжье, Карантинное, Выборгский, Первомайский, рабочие посёлки АЦКК, завода им. Ленина и нефтебазы № 5, в 1985 году — посёлок Стрелецкое.

## Население
| 1970     | 1979     | 1989     | 2002     | 2009     | 2010     | 2012     | 2013     | 2014     |
| -------- | -------- | -------- | -------- | -------- | -------- | -------- | -------- | -------- |
| 94 167   | ↗97 799  | ↗108 472 | ↘105 672 | ↗107 544 | ↗113 433 | ↗114 054 | ↗114 465 | ↗114 825 |
| 2015     | 2016     | 2017     | 2018     | 2019     | 2020     | 2021     |          |          |
| ↗115 208 | ↘114 795 | ↗115 200 | ↗115 792 | ↘115 505 | ↘112 979 | ↘102 796 |          |          |

Национальный состав
По итогам переписи населения 2020 года проживали следующие национальности (национальности менее 0,1 % и другое см. в сноске к строке «Другие»):
| Национальность | Численность, чел. | Доля     |
| -------------- | ----------------- | -------- |
| Русские        | 70 379            | 68,46 %  |
| Казахи         | 4439              | 4,32 %   |
| Татары         | 4053              | 3,94 %   |
| Азербайджанцы  | 861               | 0,84 %   |
| Армяне         | 546               | 0,53 %   |
| Цыгане         | 362               | 0,35 %   |
| Лезгины        | 352               | 0,34 %   |
| Украинцы       | 347               | 0,34 %   |
| Калмыки        | 320               | 0,31 %   |
| Аварцы         | 256               | 0,25 %   |
| Чеченцы        | 196               | 0,19 %   |
| Ногайцы        | 161               | 0,16 %   |
| Корейцы        | 143               | 0,14 %   |
| Даргинцы       | 134               | 0,13 %   |
| Узбеки         | 126               | 0,12 %   |
| Белорусы       | 119               | 0,12 %   |
| Другие         | 20 002            | 19,46 %  |
| Итого          | 102 796           | 100,00 % |

## Достопримечательности
- Храм Феодоровской Божьей Матери (ул. Мосина 27);
- Храм Преображение Господне (ул. Аристова 36);
- Храм Святителя Николая Чудотворца (микрорайон ХХ лет Октября, ул. Мытищинская 45);
- Мечеть № 30 (пос. Красноармейский, ул. Саянская 10).